# Uraria
Genre
Uraria est un genre de plantes à fleurs dicotylédones de la famille des Fabaceae, sous-famille des Faboideae, originaire d'Afrique, d'Asie et d'Australie, qui compte 25 espèces acceptées.

## Étymologie
Le nom générique, « Uraria », dérive d'un terme grec ancien,  οὐρά, ourá, qui signifie « queue », en référence à la forme des bractées ou des inflorescences.

## Liste d'espèces
Selon The Plant List (27 septembre 2018) :
- Uraria acaulis Schindl.
- Uraria acuminata Kurz
- Uraria balansae Schindl.
- Uraria barbata Lace
- Uraria campanulata (Benth.) Gagnep.
- Uraria candida Backer
- Uraria clarkei Gagnep.
- Uraria cochinchinensis Schindl.
- Uraria cordifolia Wall.
- Uraria crinita (L.) DC.
- Uraria cylindracea Benth.
- Uraria fujianensis Y.C.Yang & P.H.Huang
- Uraria gossweileri Baker f.
- Uraria kurzii Schindl.
- Uraria lacei Craib
- Uraria lagopodoides (L.) DC.
- Uraria lagopus DC.
- Uraria longibracteata Y.C.Yang & P.H.Huang
- Uraria picta (Jacq.) DC.
- Uraria pierrei Schindl.
- Uraria poilanei Phon
- Uraria prunellifolia Baker
- Uraria rotundata Craib
- Uraria rufescens (DC.) Schindl.
- Uraria sinensis (Hemsl.) Franch.